# リアルト橋
リアルト橋 (イタリア語: Ponte di Rialto) は、ヴェネツィアのカナル・グランデに架かる4つの橋の一つ。「白い巨象」とも呼ばれる。
この橋の周辺は海抜が比較的高く洪水の被害も少ないため、ヴェネツィアでは最も早くこの周りに集落ができ商業の中心地となった。最初は木製の跳ね橋で、銀行や商品取引所で賑わっていたため「富の橋」と呼ばれた。しかし、パレードの見物人の重みで崩壊したり、火災に遭ったりしたため、石造りの橋に変えようと提言され、1557年、ヴェネツィア共和国は橋の設計案を一般から募集した。一般公募にはミケランジェロも参加したが、結局、採用されたのはアントニオ・ダ・ポンテの案だった。
ポンテの案は、橋の下を多くの船が通ることを考えた単一アーチで、そりの大きい太鼓橋だった。工事は軟弱な地盤や技術上の問題から困難とされたが、4年後には長さ48m、幅22m、水面からの高さ7.5mのそりの大きい太鼓橋が完成した。
橋の上にはアーケードが作られ、商店が並んでいる。ヨーロッパの橋としては珍しく、カナル・グランデを見晴らす欄干と花瓶型の手摺がついている。

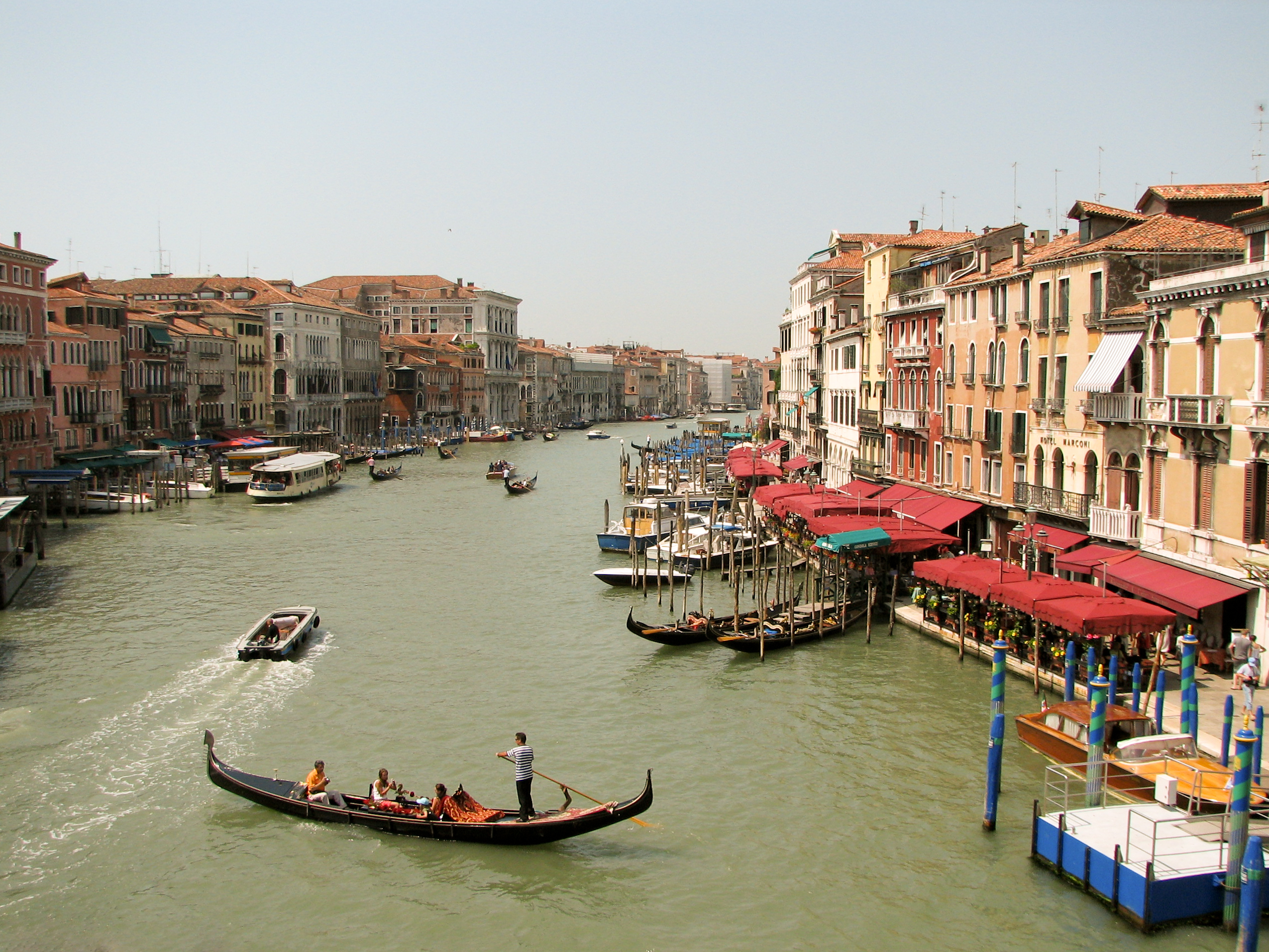
橋上からの臨むカナル・グランデ
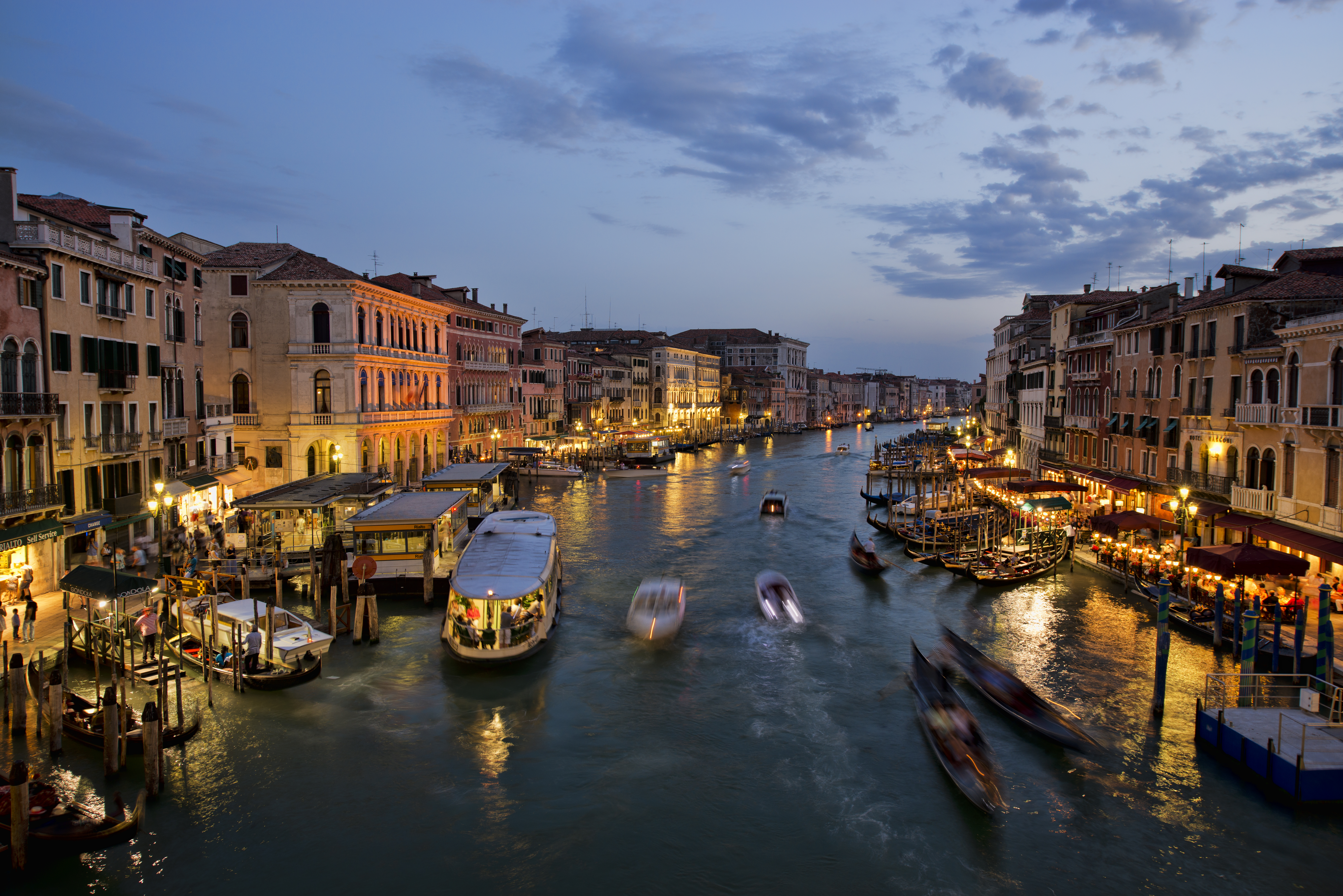
橋上からの臨む夜のカナル・グランデ
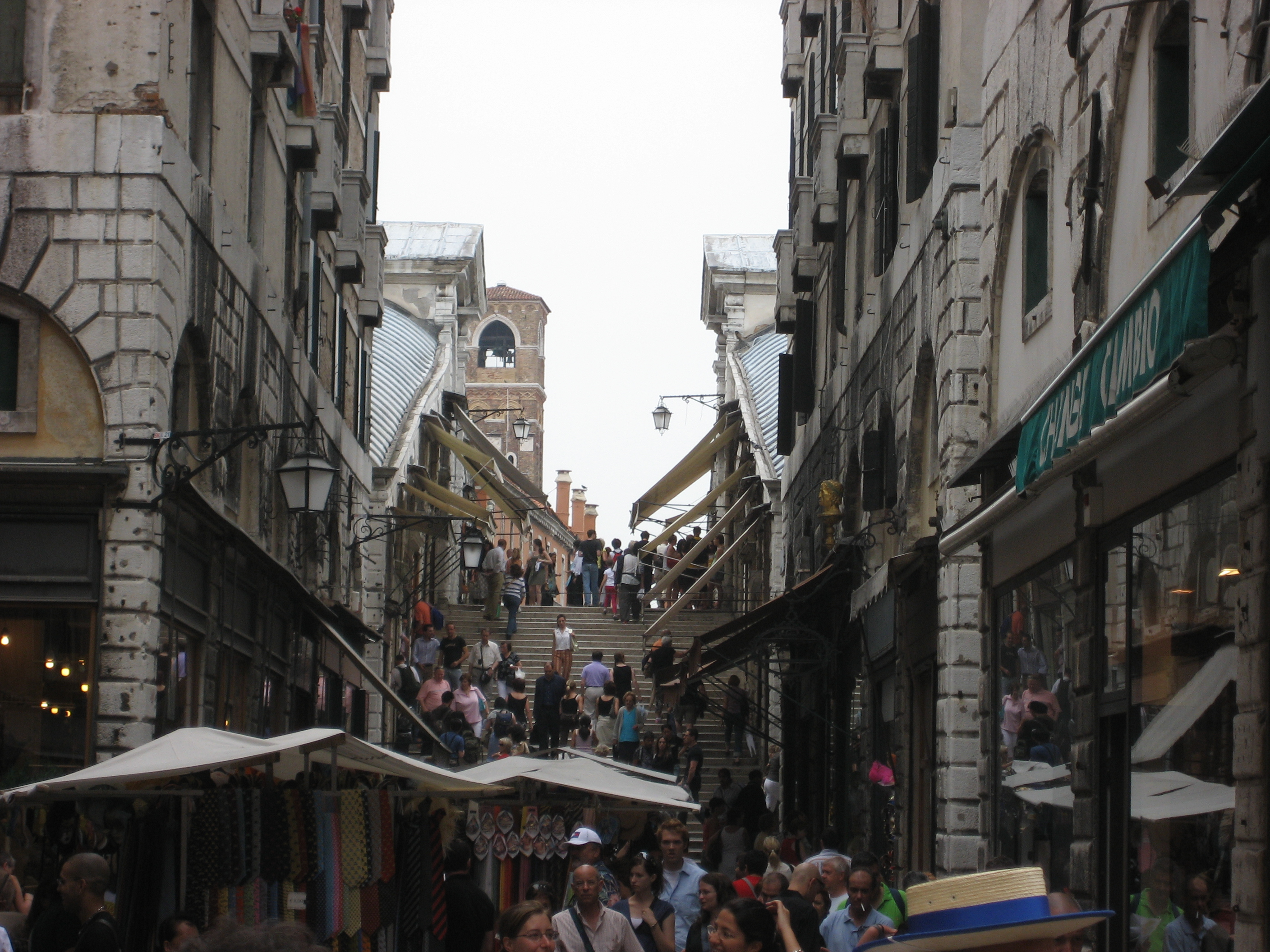
橋上の階段
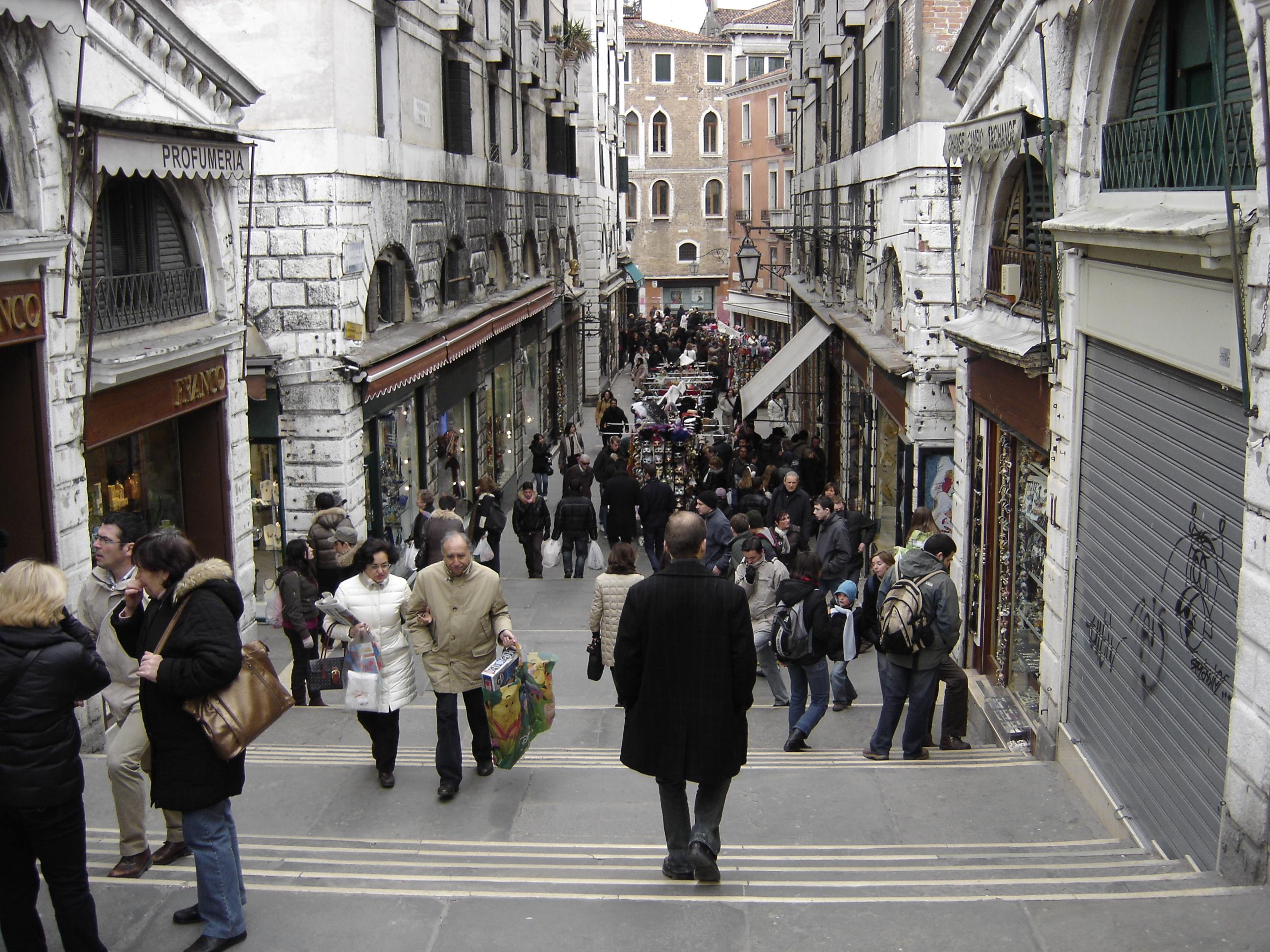
橋上の階段
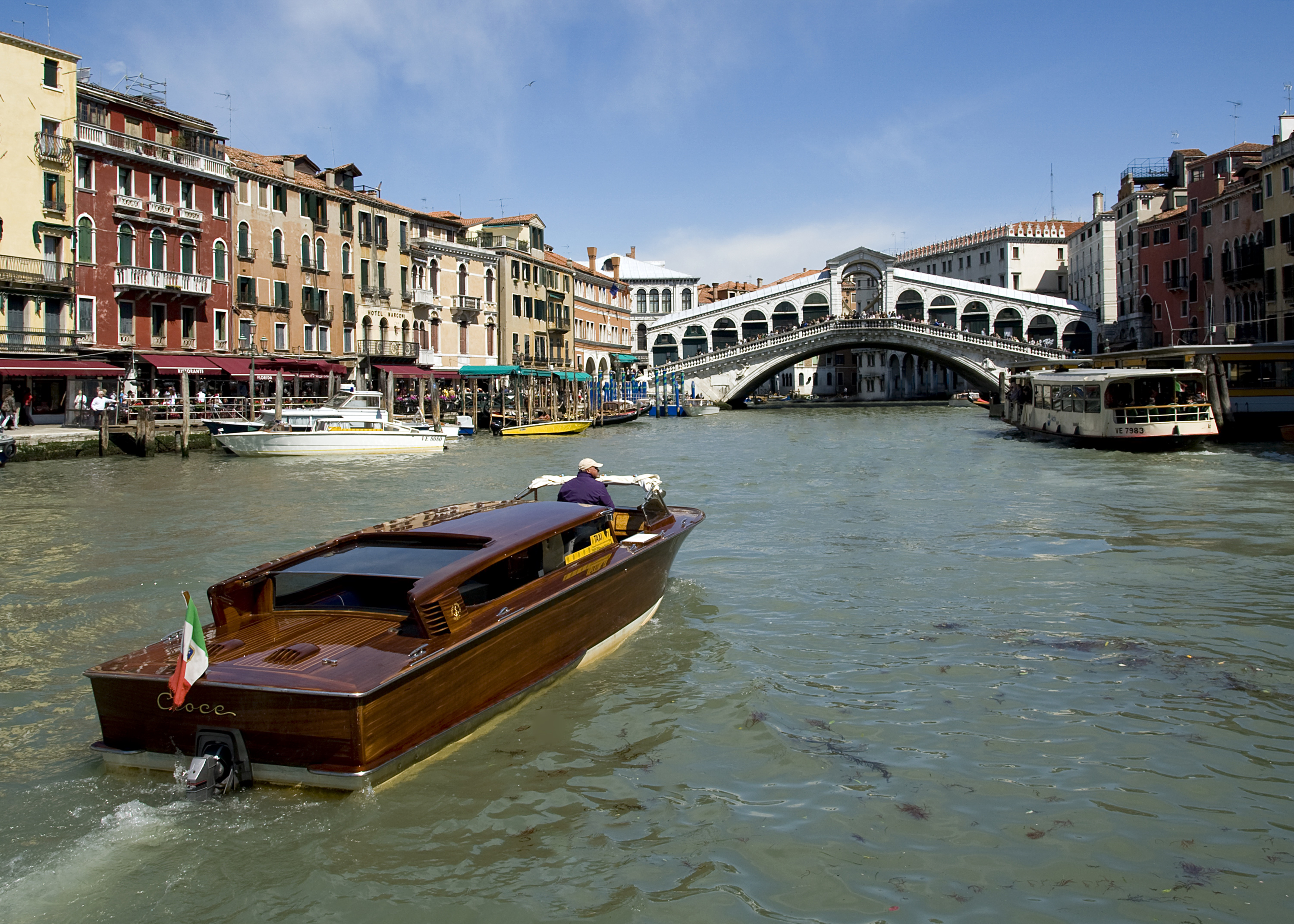
リアルト橋

## 公序良俗を維持するための条例
2019年、市議会は公序良俗を維持するための条例を可決。リアルト橋など特定の場所における戸外での飲食、噴水での水浴び、公共の場で上半身裸になることなどを禁じた。同年中に橋付近でコーヒーをドリップしていたドイツ人観光客が摘発され、罰金刑が課せられたうえ市外への退去が勧告されている。